# Клаудія Колб
Клаудія Колб (англ. Claudia Kolb, 19 грудня 1949) — американська плавчиня.
Олімпійська чемпіонка 1968 року, призерка 1964 року.
Переможниця Панамериканських ігор 1967 року.